# Роберто Бонинсења
Роберто Бонинсења (итал. Roberto Boninsegna; 13. новембар 1943, Мантова) бивши је италијански фудбалер. Најпознатији је по томе што је дао гол за Италију у финалу Светског првенства 1970. у Мексику.

## Каријера
Започео је фудбалску каријеру у Серији Б (други ранг такмичења италијанског фудбала) играјући за Прато у сезони 1963/64. Прешао је потом у Потенцу, која је играла и Серији Б у сезони 1964/65. Такође је играо за Варезе 1965/66 и затим за Каљари између 1966–1969. Помогао је клубу да дође до другог места у сезони Серије А 1968–69 заједно у тандему са Луиђијем Ривом. Током лета 1967. Каљари је дошао у Сједињене Државе да игра у Северноамеричкој фудбалској лиги као Чикаго Мустанг; Бонинсења је постигао 11 голова на девет утакмица за тај клуб. Бонинсења је стекао пуну фудбалску афирмацију као нападач Интера из Милана и италијанске фудбалске репрезентације. У Серији А постигао је 171 гол у 281 утакмици, а био је најбољи стрелац Италије у сезони 1970/71. и 1971/72, док је играо за Интер.
После преласка у Интер 1969. године, са клубом је освојио и титулу у Серији А 1970/71 и стигао до финала Купа Европских шампиона 1972, где су поражени од Ајакса из Амстердама. Прешао је у Јувентус 1976. у замену за Пјетра Анастасија, и играо је три сезоне за клуб, освојивши две титуле Серије А, Куп Италије и Куп УЕФА. Након што је напустио Јувентус 1979. године, каријеру је завршио у Верони, повукавши се из професионалног фудбала на крају сезоне 1979/80. у Серији Б.
Дебитовао је за репрезентацију Италије 18. новембра 1967, на гостовању у мечу квалификација за Европског првенства 1968. против Швајцарске. Није био позван на финални турнир, који је Италија победила на домаћем тлу под менаџером Феруцијом Валцарегијем, са којим је имао неколико несугласица током своје репрезентативне каријере. Учествовао је са репрезентацијом на два Светска првенства, прво 1970. у Мексику и други пут 1974. године. Укупно је у 22 наступа успео да постигне девет голова за Италију.
Бонинсења је био члан италијанске екипе која је стигла до финала Светског првенства 1970. у Мексику, постигавши два гола током целог турнира. У епском полуфиналном мечу против Западне Немачке постигао је гол, а касније је у продужетку голом Ривере, Италија успела да се пласира у финале после победе од 4:3. У финалу против Бразила, постигао је једини гол за своју репрезентацију (у том тренутку важан изједначујући гол), али је Италија на крају изгубила убедљиво са резултатом 4:1; у последњим минутима игре заменио га је Ђани Ривера.

## Успеси

#### Клуб
Интер
- Серија А (1) : 1970/71.

Јувентус
- Серија А (2) : 1976/77, 1977/78.
- Куп Италије (1) : 1978/79.
- Куп УЕФА (1) : 1976/77.

### Репрезентација
Италија
- Светско првенство : финале 1970.

### Индивидуалне
- Најбољи стрелац Серије А (2) : 1970/71, 1971/72.[8]
- Најбољи стрелац у Купу Италије (1) : 1971/72.[9]
- Најбољи стрелац Јунајтед сокер асоцијације (1) : 1967.[10]